# Canton de Marseille-Saint-Mauront
Le canton de Marseille Saint-Mauront est une ancienne division administrative française située dans le département des Bouches-du-Rhône, dans l'arrondissement de Marseille. Ancien canton de Marseille VIII.

## Composition
Le canton de Marseille - Saint-Mauront se composait d’une fraction du 3e arrondissement de Marseille :
| Nom                                     | Code Insee | Intercommunalité                   | Population (dernière pop. légale)                |
| --------------------------------------- | ---------- | ---------------------------------- | ------------------------------------------------ |
| Marseille 3e Arrondissement (chef-lieu) | 13055      | Métropole d'Aix-Marseille-Provence | Fraction : 15 999(2012) Commune : 862 211 (2016) |

et d’une fraction du 15e arrondissement de Marseille. 
| Nom                   | Code Insee | Intercommunalité                   | Population (dernière pop. légale)                |
| --------------------- | ---------- | ---------------------------------- | ------------------------------------------------ |
| Marseille (chef-lieu) | 13055      | Métropole d'Aix-Marseille-Provence | Fraction : 31 077(2012) Commune : 862 211 (2016) |

Quartiers de Marseille inclus dans le canton (partie des 3e arrondissement et 15e arrondissement) :
- Les Aygalades
- La Cabucelle
- La Calade
- La Delorme
- Les Crottes
- Saint-Louis
- Saint-Mauront
- La Villette
- Parc Bellevue (Félix Pyat)
- La Madrague-Ville

Il comptait 47 076 habitants (population municipale) au 1er janvier 2012.

## Représentation
Canton créé en 1886 (détaché du 6e canton).

### Conseillers généraux de 1886 à 2015
| Période | Période      | Identité                  | Étiquette              | Qualité |
| ------- | ------------ | ------------------------- | ---------------------- | --- |
| 1886    | 1892         | Arthur Le Mée de la Salle | Droite                 | Avocat à Marseille Propriétaire du château de la Delorme Conseiller municipal de Marseille, ancien conseiller général du canton de Marseille-VI      |
| 1892    | 1898         | Joseph Chevillon          | Rad.                   | Docteur en médecine Député (1885-1893) Maire d'Allauch (1888-1910)                                                                                   |
| 1898    | 1901         | Louis Saccoman            | Rad.                   | Piqueur-éclusier au canal de Marseille, conseiller d'arrondissement                                                                                  |
| 1901    | 1910         | Louis Gay                 | Conservateur           | Ancien clerc de notaire Président du Syndicat des propriétaires marseillais                                                                          |
| 1910    | 1919         | Henri Maurel              | SFIO                   | Instituteur Député (1919-1924) |
| 1919    | 1937 (décès) | Eugène Pierre             | FR                     | Professeur de droit Maire de Marseille (1914-1919) Député (1932-1936)                                                                                |
| 1938    | 1940         | Jules Canebier            | Union Nationale        | Médecin Conseiller municipal de Marseille Nommé membre de la Commission administrative départementale en 1941 Nommé conseiller départemental en 1943 |
|         |              |                           |                        | |
| 1945    | 1949         | Alexandre Chazeaux        | MRP                    | Député (1945) Adjoint au Maire de Marseille |
| 1949    | 1967         | Francis Ripert            | RPF puis ARS puis CNIP | Chef du contentieux Député (1958-1962) |
| 1967    | 1973         | Irma Rapuzzi              | SFIO puis PS           | Institutrice Sénatrice (1959-1989) Adjointe au maire de Marseille                                                                                    |
| 1973    | 2008         | Jeanine Porte             | PCF                    | Couturière Députée (1978-1981) |
| 2008    | 2015         | Jean-François Noyes       | PS                     | Ancien Directeur de cabinet de Jean-Noël Guérini Ancien Président de 13-Habitat                                                                      |

### Conseillers d'arrondissement (de 1886 à 1940)
| Période                                  | Période      | Identité                     | Étiquette                | Qualité |
| ---------------------------------------- | ------------ | ---------------------------- | ------------------------ | --- |
| 1886                                     | 1889         | Victor Gibassier (1841-1921) |                          | Médecin-vétérinaire et maréchal-ferrant, propriétaire Boulevard National                                    |
| 1889                                     | 1895         | Alfred Michel-Colomb         | Droite                   | Propriétaire                                                                                                |
| 1895                                     | 1898         | Louis Saccoman               | Rad.                     | Piqueur-éclusier au canal de Marseille                                                                      |
| 1898                                     | 1901         | Jean-Baptiste Michel         | Socialiste               | Employé |
| 1901                                     | 1919         | Édouard Gauthier             | Républicain puis Radical | Négociant, Président du Conseil d'arrondissement                                                            |
| 1919                                     | 1935 (décès) | Adrien Artaud                | URD                      | Commerçant, exportateur de vins, Président de la Chambre de commerce de Marseille Député (1919-1924)        |
| 1935                                     | 1937         | Paul Monsché (1889-1957)     | SFIO                     | Employé de bureau                                                                                           |
| 1937                                     | 1940         | Gustave Sabatier             | National                 | Horticulteur                                                                                                |
| 1940                                     |              |                              |                          | Les conseils d'arrondissement ont été suspendus par la loi du 12 octobre 1940 et n'ont jamais été réactivés |
| Les données manquantes sont à compléter. |              |                              |                          | |

## Démographie
| 1982 | 1990   | 1999   | 2006   | 2011   | 2012   |
| ---- | ------ | ------ | ------ | ------ | ------ |
| -    | 37 460 | 37 028 | 44 356 | 46 938 | 47 076 |